# Hyloscirtus ptychodactylus
Hyloscirtus ptychodactylus es una especie de anfibios de la familia Hylidae.
Es endémica de la provincia de Cotopaxi (Ecuador), en la vertiente pacífica de la cordillera andina a unos 2 320 m de altitud.
Sus hábitats naturales incluyen montanos secos y ríos.
Está amenazada de extinción por la destrucción de su hábitat natural.